# La gamberge
La gamberge è un film del 1962 diretto da Norbert Carbonnaux.